# Pașovo, Haskovo
Pașovo (în bulgară Пашово) este un sat în comuna Svilengrad, regiunea Haskovo,  Bulgaria. 

## Demografie
Componența etnică a satului Pașovo
     Bulgari (100%)
     Nicio identificare (0%)
     Altele (0%)
La recensământul din 2011, populația satului Pașovo era de 15 locuitori. Din punct de vedere etnic, toți locuitorii erau bulgari.